# 许明 (吴越)
许明（?—?），吴越国官员，吴越武肃王錢鏐时的丞相。
武肃王钱鏐称吴越国王，采用王国制度，属下有丞相。钱鏐任命许明为丞相，杜建徽为左丞相。後唐长兴三年（932年），钱鏐去世，年八十一岁，其子钱元瓘即位。许明舍富春宅为寺庙，号称许明寺。